# Álarcos trupiál
Az álarcos trupiál (Icterus cucullatus) a madarak osztályának verébalakúak (Passeriformes) rendjébe, azon belül a csirögefélék (Icteridae) családjába tartozó faj.

## Rendszerezése
A fajt William John Swainson angol ornitológus írta le 1857-ben.

## Alfajai
- Icterus cucullatus cucullatus Swainson, 1827
- Icterus cucullatus igneus Ridgway, 1885
- Icterus cucullatus nelsoni Ridgway, 1885
- Icterus cucullatus sennetti Ridgway, 1901
- Icterus cucullatus trochiloides Grinnell, 1927[2]

## Előfordulása
Kanada, az Amerikai Egyesült Államok, Mexikó és Belize területén honos. Természetes élőhelyei a szubtrópusi és trópusi lombhullató erdők és városias környezet. Vonuló faj.

## Megjelenése
Testhossza 20 centiméter, testtömege 23 gramm.
|  |  |  |

## Életmódja
Ízeltlábúakkal táplálkozik, de gyümölcsöt és nektárt is fogyaszt.

## Természetvédelmi helyzete
Az elterjedési területe rendkívül nagy, egyedszáma pedig stabil. A Természetvédelmi Világszövetség Vörös listáján nem fenyegetett fajként szerepel.